# ジョン・クロウリー
ジョン・クロウリー（John Crowley、1942年12月1日 – ）は、アメリカ合衆国のファンタジー作家、SF作家、歴史小説作家である。
1942年、アメリカメイン州生まれ。インディアナ大学で学んだのち、ニューヨークでドキュメンタリー映像作家として活動する。1975年に長編SF作品 The Deep でデビュー。ファンタジー大作『リトル、ビッグ』（1981年）およびÆgypt 四部作（1987年-2007年）が批評家ハロルド・ブルームに絶賛されるなど高い評価を得たことで作家としての地位を確立する。これらの業績により、1992年にはアメリカ芸術文学アカデミー協会賞、2006年には世界幻想文学大賞生涯功労賞を受賞。また1993年から2018年までイェール大学で教鞭をとり、クリエイティヴ・ライティングやユートピア文学論の授業を担当した。

## 受賞歴
- 世界幻想文学大賞
  - 長編部門　1982年（Little, Big「リトル、ビッグ」に対して）
  - 中編部門　1990年（"Great Work of Time"「時の偉業」に対して）
  - 生涯功労賞　2006年
- ミソピーイク賞　1982年（Little, Big「リトル、ビッグ」に対して）、2018年（Ka: Dar Oakley in the Ruin of Ymr に対して）
- アメリカ芸術文学アカデミー協会賞 文学部門　1992年
- ローカス賞 短篇部門 1997年（"Gone"「消えた」に対して）
- イマジネール大賞（フランス）
  - 外国語短編部門　1999年（"Great Work of Time"「時の偉業」に対して）
  - 外国語長編部門　2021年（Ka: Dar Oakley in the Ruin of Ymr に対して）
- 国際フライアーノ文学賞（イタリア）
  - 小説部門　2003年（The Translator に対して）
- エドガー賞 短編部門 2018年（"Spring Break" に対して）

## 日本語訳された作品
- 『エンジン・サマー』（大森望訳、ベネッセコーポレーション） 1990年（のちに扶桑社、扶桑社ミステリー、2008年）
- 『ナイチンゲールは夜に歌う』（浅倉久志訳、早川書房） 1996年
「ナイチンゲールは夜に歌う」
「時の偉業」
「青衣」
「ノヴェルティ」
- 『リトル、ビッグ』1 - 2（鈴木克昌訳、国書刊行会、文学の冒険） 1997年
- 『古代の遺物』（浅倉久志,大森望,畔柳和代,柴田元幸訳、国書刊行会） 2014年
「古代の遺物」
「彼女が死者に贈るもの」
「訪ねてきた理由」
「みどりの子」
「雪」
「ミソロンギ一八二四年」
「異族婚」
「道に迷って、棄てられて」
「消えた」
「一人の母がすわって歌う」
「客体と主体の戦争」
「シェイクスピアのヒロインたちの少女時代」

## 主な作品

### 小説
- The Deep (1975年)
- Beasts (1976年)
- Engine Summer『エンジン・サマー』 (1979年)
- Little, Big『リトル、ビッグ 』 (1981年)
- Ægypt (四部作) 
  - Ægypt (The Solitudes)  (1987年)
  - Love & Sleep  (1994年)
  - Dæmonomania  (2000年)
  - Endless Things  (2007年)
- The Translator (2002年)
- Lord Byron's Novel: The Evening Land (2005年)
- Four Freedoms  (2009年)
- The Chemical Wedding: by Christian Rosencreutz: A Romance in Eight Days by Johann Valentin Andreae in a New Version (2016年)
- Ka: Dar Oakley in the Ruin of Ymr (2017年)
- Flint and Mirror: A Novel of History and Magic (2022年)

### 短編
- Antiquities 「古代の遺物」(1977年)
- Somewhere to Elsewhere (1978年)
- Where Spirits Gat Them Home (Her Bounty to the Dead)「彼女が死者に贈るもの」 (1978年)
- The Single Excursion of Caspar Last (1979年)
- The Reason for the Visit 「訪ねてきた理由」(1980年)
- The Green Child 「みどりの子」(1981年)
- Novelty 「ノヴェルティ」(1983年)
- Snow 「雪」(1985年)
- The Nightingale Sings at Night「ナイチンゲールは夜に歌う」 (1989年)
- Great Work of Time「時の偉業」  (1991年)
- In Blue「青衣」 (1989年)
- Missolonghi 1824「ミソロンギ一八二四年」 (1990年)
- Exogamy 「異族婚」(1993年)
- Gone 「消えた」(1996年)
- Lost and Abandoned 「道に迷って、棄てられて」(1997年)
- An Earthly Mother Sits and Sings「一人の母がすわって歌う」 (2000年)
- The War Between the Objects and the Subjects 「客体と主体の戦争」(2002年)
- The Girlhood of Shakespeare's Heroines「シェイクスピアのヒロインたちの少女時代」 (2002年)
- Little Yeses, Little Nos (2005年)
- Conversation Hearts (2008年)
- And Go Like This (2011年)
- Tom Mix Museum (2012年)
- Glow Little Glowworm (2012年)
- The Million Monkeys of M. Borel (2016年)
- This Is Our Town (2017年)
- Mount Auburn Street (2017年)
- Spring Break (2017年)
- Flint and Mirror (2018年)
- Anosognosia (2019年)
- Poker Night at the Elks Club 1938 (2022年)
- Percy and Lulu Go to Vermont (2024年）

### 短編集
- Novelty (1989年)
- Antiquities: Seven Stories (1993年)
- Novelties and Souvenirs: Collected Short Fiction (2004年、「シェイクスピアのヒロインたちの少女時代」を除く2004年以前のすべての短編を収録）
- Totalitopia (2017年)
- And Go Like This: Stories (2019年、「シェイクスピアのヒロインたちの少女時代」および2005年-2019年のすべての短編を収録）

### 脚本
- The World of Tomorrow (1984年)
- Episodes in the History of the Body (1990年、Laurie Blockとの共著)

### ノンフィクション
- In Other Words (2007年)
- Reading Backwards: Essays & Reviews, 2005-2018 (2019年)
- A Conway Miscellany (2024年) (The Sixties: A Forged Diary, Seventy-Nine Dreams, Two Talks on Writing, Two Chapters in a Family Chronicle の4冊からなる短文集)